# Valentino Garavani
Valentino Clemente Ludovico Garavani (n. 11 mai 1932, Voghera, Italia), cunoscut mai mult ca Valentino, este un creator de modă italian, fondator al brandului și companiei Valentino SpA. Principalele linii de producție ale sale sunt Valentino, Valentino Garavani, Valentino Roma și R.E.D. Valentino.
În 2006 el a apărut într-un rol cameo în filmul The Devil Wears Prada.
În 2008 a fost lansat un film documentar despre el, intitulat Valentino: The Last Emperor.

## Legături externe
- Official website
- Official website for Valentino: The Last Emperor Arhivat în 14 februarie 2021, la Wayback Machine. documentary film
- Valentino Garavani pe Charlie Rose
- Lucrări de sau despre lccn-n84-92241 în biblioteci (catalog WorldCat)
- Valentino Garavani — știri și comentarii colectate la The New York Times
- Valentino feature in Harper's BAZAAR Arhivat în 29 octombrie 2007, la Wayback Machine.
- a long and detailed article on Valentino by Michael Specter Arhivat în 17 octombrie 2019, la Wayback Machine.
- Oprah's Valentino special Arhivat în 14 octombrie 2007, la Wayback Machine.
- Martha Stewart's Valentino special
- Valentino's profile in the FMD-database